# Anna Kavinová
Anna Kavinová-Schustlerová-Matoušková (20. února 1897 Kařízek – 30. listopadu 1984 Praha) byla česká lékařka a spisovatelka.

## Životopis
Rodiče Anny Kavinové byli Josef Matoušek (4. 2. 1867) vrchní revident státních drah a Anna Matoušková-Štauberová (28.3.1872) z Plasů. Měla sestru Julii Matouškovou, teoložku a kazatelku. Její první manžel byl František Schustler (1893–1925), botanik a profesor Univerzity Karlovy, svatbu měli 17. 8. 1920. Její druhý manžel byl Karel Kavina, botanik a vysokoškolský pedagog, vzali se roku 1937.
Anna Kavinová vystudovala gymnázium na Královských Vinohradech a lékařskou fakultu Univerzity Karlovy roku 1921. Roku 1925 vystoupila z katolické církve a stala se kazatelkou Českobratrské církve evangelické. Byla členkou YMCA křesťanského sdružení mládeže, Mezinárodní služby mládeži a předsedkyní Ženské ligy pro mír a svobodu. Přispívala do časopisů: Křesťanská revue, Eva, Lidská práva. Byla autorkou odborných textů. V Praze VIII Troja bydlela na čísle 207.

## Dílo

### Spisy
- K reformě paragrafu 144 – Praha: nákladem „Sesterské pomoci“, 1933
- Láska – štěstí – manželství: věnováno dospívajícím mužům a ženám – Praha: Vyšší lidová škola pro ochranu mládeže a rodiny, 1936
- Quelques informations sur la République Tchécoslovaque – redigé par Anna Schustlerová-Kavinová. Prague: Ligue des Femmes pour la Paix et la liberté en Tchécoslovaquie, 1938
- Životospráva pracující ženy – Praha: Grafie, 1944
- Účelná výživa člověka – od mládí do stáří – Praha: Nákladem Ministerstva zemědělství republiky Československé, 1947
- Květiny a hory – Alois Zlatník, Anna Kavinová. Praha: Státní pedagogické nakladatelství, 1966